# Voo Voo z kobietami
Voo Voo z kobietami – album zespołu Voo Voo wydany w 2003 r., na którym gościnnie śpiewają Urszula Dudziak i Anna Maria Jopek.

## Lista utworów
1. „Czas pomyka I” – 3:07
2. „Bo Bóg dokopie” – 4:15
3. „W jamkach” – 4:28
4. „Co ona ma” – 3:58
5. „Poza mną” – 5:00
6. „Moja broń” – 4:04
7. „Ćma” – 4:12
8. „Kimkolwiek” – 3:51
9. „Klucz” – 7:56
10. „Urosłem” – 3:55
11. „Turczyński” – 4:12
12. „Dziadu” – 3:59
13. „Czas pomyka II” – 3:08

Muzyka i słowa W. Waglewski z wyjątkiem „Co ona ma” muzyka i słowa U. Dudziak

## Muzycy
Voo Voo:
- Wojciech Waglewski
- Mateusz Pospieszalski
- Piotr „Stopa” Żyżelewicz
- Karim Martusewicz

gościnnie:
- Urszula Dudziak – śpiew (4, 8)
- Anna Maria Jopek – śpiew (6, 13)
- Rafał Smoleń – pianino elektryczne Rhodes (10)

## Pozycje na listach
| Lista | Kraj   | Pozycja |
| ----- | ------ | ------- |
| OLiS  | Polska | 8       |